# Daffy des bois
 (mai 2020).
Pour plus de détails, voir Fiche technique et Distribution.
Daffy des bois (Robin Hood Daffy) est un film d'animation Warner Bros. de 1958 mettant en vedette Daffy Duck dans le rôle de Robin des Bois et Porky Pig, dans le cadre de la série Merrie Melodies, réalisé par Chuck Jones et écrit par Michael Maltese. 
Il s'agît du dernier des dessins animés parodiques de Jones avec le duo, et la dernière apparition de Porky dans un dessin animé réalisé par Jones pendant l'âge d'or de l'animation. C'était aussi la deuxième parodie de Robin des Bois réalisée par Chuck Jones, après le court-métrage de 1949 Bugs Bunny et Robin des bois. Une version éditée de Robin Hood Daffy a été incluse dans le film Bugs Bunny, Bip Bip : Le Film-poursuite en 1979. 

## Histoire
Le film met en vedette Daffy Duck dans le rôle du légendaire hors-la-loi Robin des Bois. Le film débute sur une chanson de Daffy Duck. Tout en chantant, il trébuche et dégringole sur une colline (toujours en chantant), et atterri sur une rive puis dans une rivière. 
Porky Pig, représentant le personnage de Frère Tuck, observe la scène et rit à voix haute du plongeon de Daffy. Daffy est agacé et essaie de prouver son talent avec un quarterstaff (en). Sur un tronc d'arbre servant de pont pour traverser la rivière, mais il parvient juste à se frapper lui même dans le visage, pliant son bec dans ce qui devient un gag visuel récurrent tout au long du film. Sans se laisser décourager, Daffy essaie à nouveau, mais pendant qu'il fait tourner son quarterstaff, Porky l'arrête avec une cheville en bois, ce qui fait que Daffy tourne sur lui même et retombe dans la rivière. Il sort de l'eau et affronte Porky, qui est encore une fois en train de rire. Daffy est d'abord ennuyé, mais commence à rire avec lui avant de redevenir agacé. 
Ayant renoncé à se vanter, Daffy tente de partir, mais Porky le suit et demande au « clown voyageur » s'il sait où se trouve la cachette de Robin des Bois car il voudrait « rejoindre la bande de joyeux hors-la-loi ». Daffy annonce fièrement qu'il est Robin des Bois, mais Porky ne le croit pas. 
Afin de prouver qu'il est Robin des Bois, Daffy informe Porky qu'il tentera de voler un riche voyageur sur une mule rebondissante et de donner son argent « à un pauvre indigne ». Tout en étant observé par Porky, Daffy échoue pitoyablement à chaque tentative qu'il fait pour arrêter le voyageur, se blessant généralement dans le processus, que ce soit en se tirant accidentellement dessus avec son propre arc, en heurtant une succession d'arbres tout en essayant de se balancer sur une corde et après avoir abattu les arbres pour dégager un chemin (sa dernière tentative le fait percuter un rocher), ou essayer à nouveau de descendre d'une corde (cette fois ci suspendu à une énorme boule de fer) et percutant le flanc d'une falaise (faisant tomber la boule de fer sur lui). 
Finalement, le riche voyageur, complètement inconscient des tentatives de plus en plus désespérées de Daffy de le voler, atteint son château indemne, convaincant Porky que Daffy n'est « tout simplement pas Robin des Bois ». Daffy étant frustré, il abandonne finalement, et dans la scène finale continue sa route avec une tête tonsurée, ayant décidé de devenir lui-même un frère, dit-il à Porky : « Peu importe que tu me rejoigne, je te rejoindrai ». Il serre ensuite la main de Frère Duck.

## Sortie DVD
Daffy des bois, mais également Bugs Bunny et Robin des bois, sont disponibles en supplément sur l'édition DVD (et plus tard sur Blu-ray ) de Les Aventures de Robin des Bois.  
Le court métrage est également disponible sur les ensembles DVD Looney Tunes Golden Collection: Volume 3 et Essential Daffy Duck, ainsi que sur l'ensemble Blu-ray Looney Tunes Platinum Collection: Volume 1.